# Inverness Highlands North
Inverness Highlands North es un lugar designado por el censo del condado de Citrus, Florida, Estados Unidos. Según el censo de 2020, tiene una población de 2707 habitantes.
En los Estados Unidos, un lugar designado por el censo (traducción literal de la frase en inglés census-designated place, CDP) es una concentración de población identificada por la Oficina del Censo exclusivamente para fines estadísticos.
A todos los efectos prácticos, la zona es un barrio de la ciudad de Inverness.

## Geografía
Está ubicado en las coordenadas 28°51′52″N 82°22′37″O / 28.86444, -82.37694. Según la Oficina del Censo de los Estados Unidos, tiene una superficie total de 5.36 km², de la cual 5.20 km² corresponden a tierra firme y 0.16 km² están cubiertos por agua.

## Demografía
Según el censo de 2020, hay 2707 personas residiendo en la zona. La densidad de población es de 520.58 hab./km². El 83.8% de los habitantes son blancos, el 4.4% son afroamericanos, el 0.6% son amerindios, el 1.8% son asiáticos, el 0.1% son isleños del Pacífico, el 1.3% son de otras razas y el 8.0% son de una mezcla de razas. Del total de la población, el 7.8% son hispanos o latinos de cualquier raza.